# Pasquale Malipiero

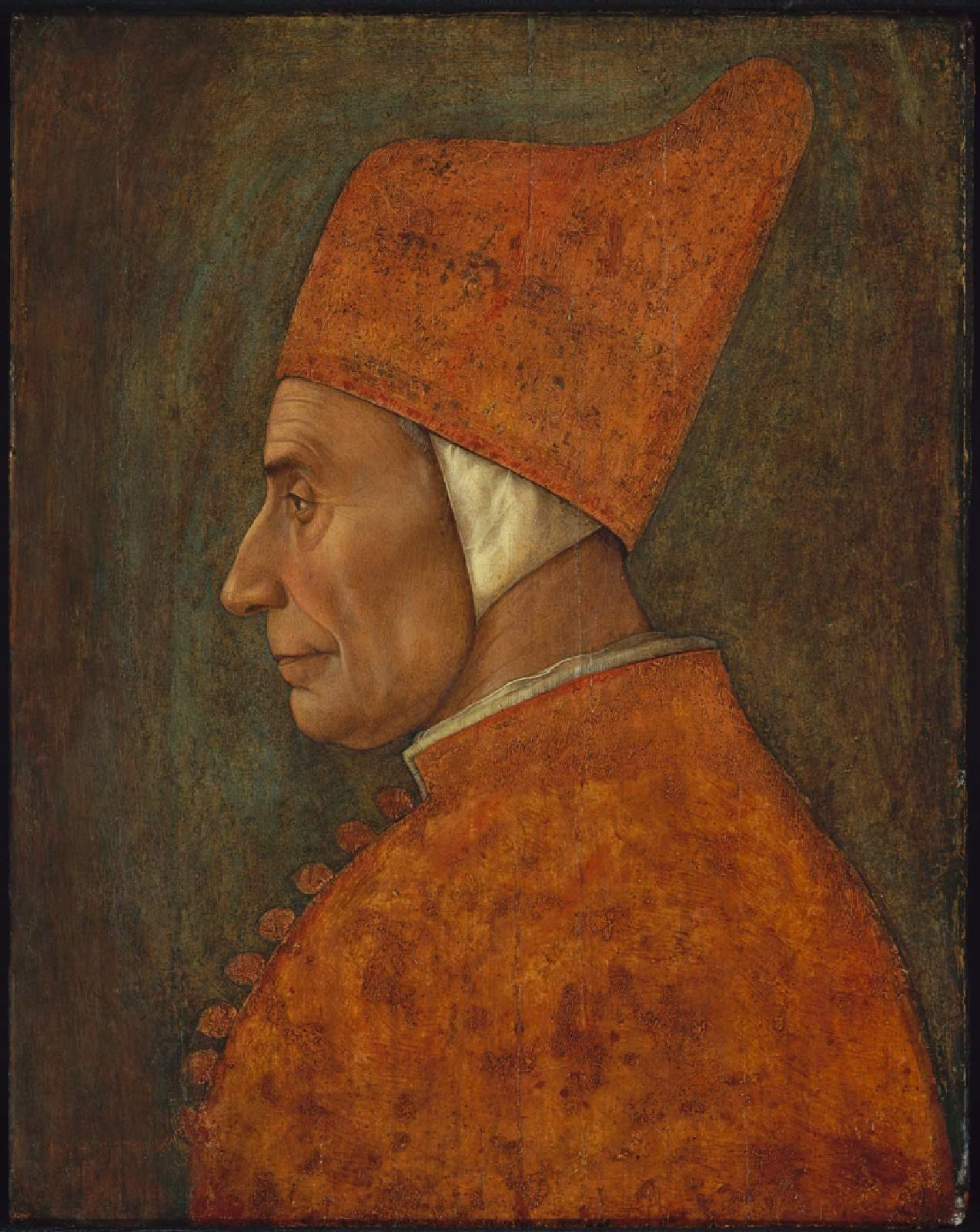
Gentile Bellini wurde dieses Gemälde als ein Porträt des Dogen Pasquale Malipiero zugeschrieben, ca. 1460; Tempera auf Holz, 53,3 mal 42,5 cm, Museum of Fine Arts, Boston

Pasquale Malipiero (* um 1392 in Venedig; † 5. Mai 1462 ebenda) war nach der Zählweise der staatlich kontrollierten Geschichtsschreibung der Republik Venedig ihr 66. Doge. Während seiner Regierungszeit vom 27. Oktober 1457 bis zu seinem Tod erlebte Venedig eine Zeit des Friedens.
Zwischen 1429 und 1457 war er fast ununterbrochen in Diensten der Republik Venedig tätig, sei es als Diplomat, sei es als Militär. Aber auch in die inneren Machtzirkel wurde er immer wieder gewählt oder bestimmt, so etwa spielte er in Finanzfragen eine wesentliche Rolle, in zahlreichen beratenden Sonder- und Dauerkommissionen (Zonte), aber auch im Rat der Zehn. Auch votierte er für die Absetzung seines Vorgängers Francesco Foscari.

## Familie
Die Familie Malipiero stammt möglicherweise aus Böhmen, in ihrer mythischen Familiengeschichte führen die Malipiero ihre Herkunft aber auf einen Gefährten des Trojaners Antenor zurück. Auch den Rückgriff auf römische Traditionen pflegte Venedig zunehmend, etwa, wenn auf einer seiner Medaillen in Anspielung auf das römische S.P.Q.R. ein S.P.Q.V. erscheint, also ein Senatus Populusque Venetianus; bei Pasquale Malipiero erscheint eine entsprechende Anspielung mit S.V.Q.C. (Senatus Venetusque Consultus).

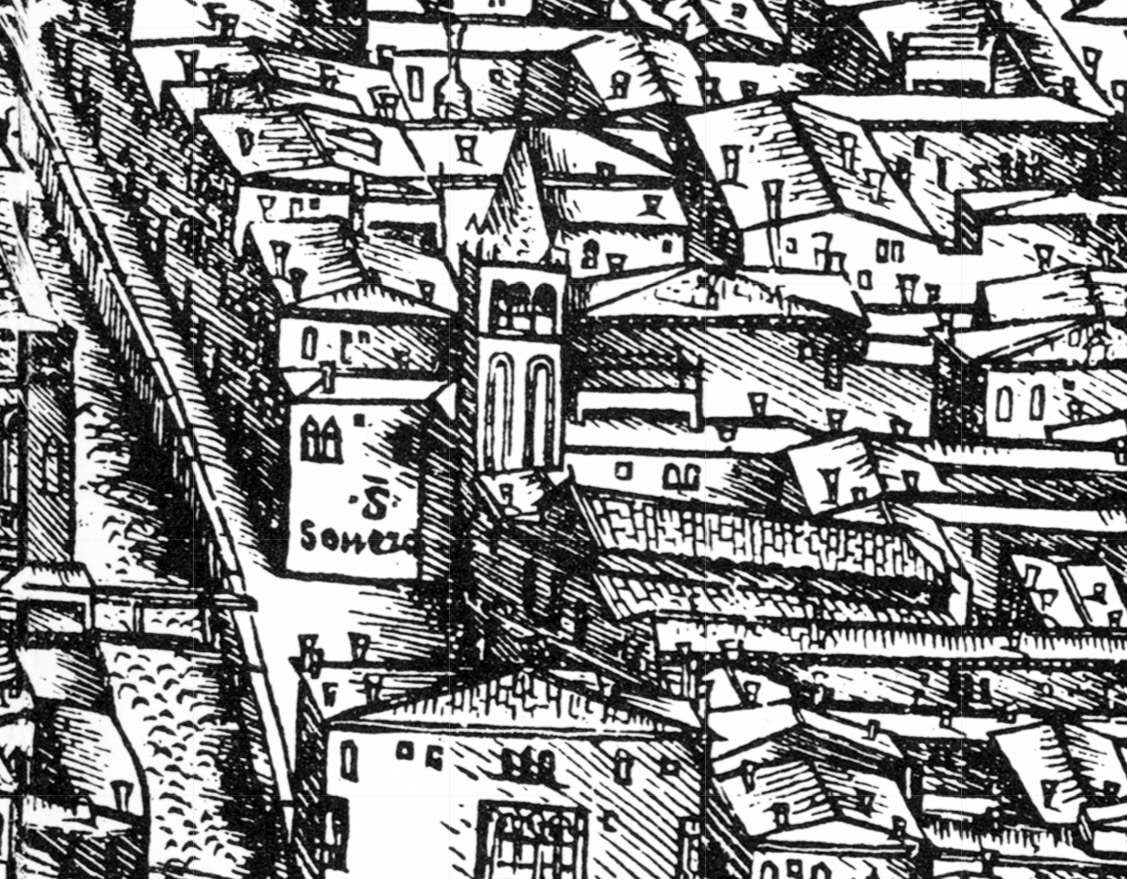
Die Kirche San Severo im Plan des Jacopo de’ Barbari, entstanden um 1500 (Ausschnitt)

Pasquale wurde als Sohn des Francesco di Fantino, geboren, der dem Familienzweig aus S. Severo entstammte. Nach Marco Barbaro hatte er fünf Brüder mit Namen Girolamo, Domenico, Fantino, Bernardo sowie Giorgio, doch der Name ihrer Mutter ist nicht überliefert. Ihr 1362 geborener Vater war im Dezember 1400 einer der 41 Wähler des Dogen Michele Steno.
Pasquale Malipiero heiratete 1414 Giovanna Dandolo di Antonio, die zu demjenigen Zweig der Familie Dandolo gehörte, der auf der Giudecca ansässig war. Das Paar hatte mindestens drei Söhne, nämlich Lorenzo, Antonio und Polo (die venezianische Form von Paolo oder Paulus), und eine Tochter namens Maddalena. Die drei jungen Männer gelangten durch die übliche Balla d’oro mittels Losverfahren 1438, 1439 und 1445 in den Großen Rat, die Generalversammlung der adligen, erwachsenen Männer Venedigs. Der einzige der Söhne, der heiratete, war Polo. Er ehelichte 1448 Perina Ruzzieri, Tochter des Francesco Ruzzieri. Sie schenkte ihm einen Sohn namens Carlo, mit dem dieser Zweig der Familie ausstarb. Die Tochter Maddalena heiratete 1434 Giacomo Gabriel di Zaccaria.

## Leben

### Ämterlaufbahn

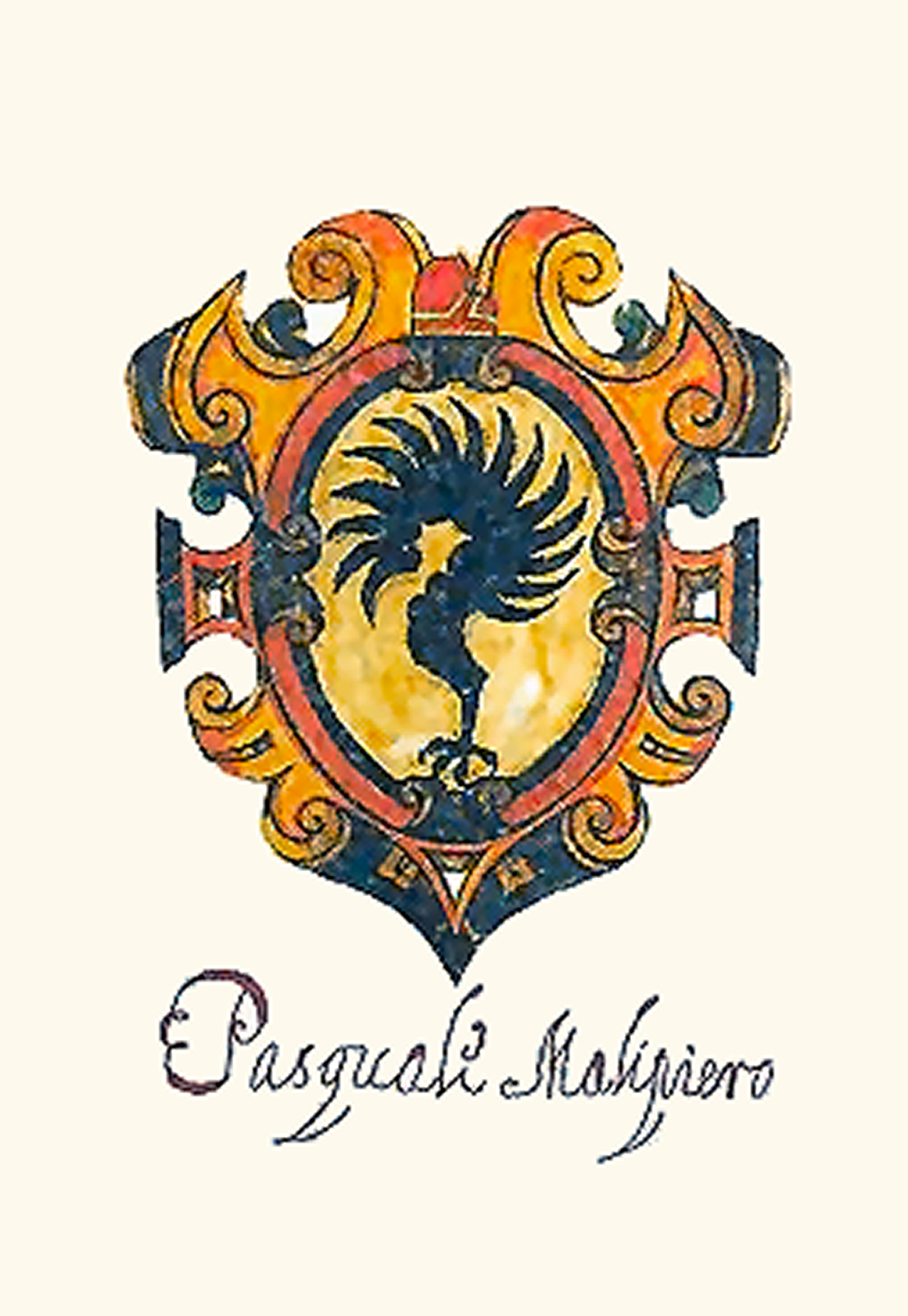
Wappen Pasquale Malipieros, frühes 17. Jahrhundert

Über Jugend und Ausbildung des späteren Dogen ist nichts bekannt. Wahrscheinlich erhielt er seine Ausbildung in der Handelspraxis, eine Tätigkeit, die er aber bald seinen Brüdern überließ. Er selbst zog eine Ämterlaufbahn vor. Die Mittel der Familie waren in jedem Falle vergleichsweise bescheiden.

#### Erste Ämter: Albanien, Istrien und Dalmatien
Erstmals erscheint Pasquale Malipiero in dieser Hinsicht als gewählter sindico und provveditore in Albanien, Dalmatien und auf Istrien am 28. Februar 1429. Auslöser waren Gerüchte, dass es in diesen Gebieten durch venezianische Amtsträger zu schweren finanziellen Schädigungen der Republik und auch der dortigen Bevölkerung gekommen war. Gemeinsam mit seinem Kollegen Paolo Vallaresso – der zuvor bereits Provveditore in Dalmatien war – stellte Malipiero von Mitte April bis Ende Oktober Untersuchungen an, die in vielen Fällen den Verdacht des Senats bestätigten. Am 3. November erstatteten die beiden Männer nach ihrer Rückkehr im Senat Bericht. Alessandro Zorzi, der ehemalige Conte von Zara wurde für schuldig befunden, sich nicht an sein Mandat gehalten zu haben. Ebenso wie in diesem Fall schlugen die beiden Provveditori am 27. Januar 1430 im Senat vor, Andrea Minio, den ehemaligen Bailò und Capitanio von Durazzo hart zu bestrafen. Er hatte sich dort demnach mehrfach an jungen Frauen vergangen. Die beiden Berichterstatter kehrten im Mai 1430 nach Zara zurück, diesmal, um das dortige Abrechnungsgebaren einer umfassenden Untersuchung zu unterwerfen. Auch dort entdeckten sie schwere Verstöße.

#### Konsul in Trani (1435), Gesandter in Genua (1437 – Ende 1438), Konzil von Florenz (1439)
Ab September 1435 verdichtet sich die Überlieferung über den Cursus honorum Malipieros, als er zum Konsul von Trani in Apulien gewählt wurde. Den einzigen Auftrag zu einer diplomatischen Mission erhielt er am 21. Februar 1437, als er zum Gesandten nach Genua gewählt wurde. Er bat zwar am 17. Dezember darum, wegen privater Angelegenheiten zurückkehren zu dürfen, doch wurde er im Frühjahr 1438 wieder nach Genua gesandt, wo er sich bis Dezember 1438 aufhielt.

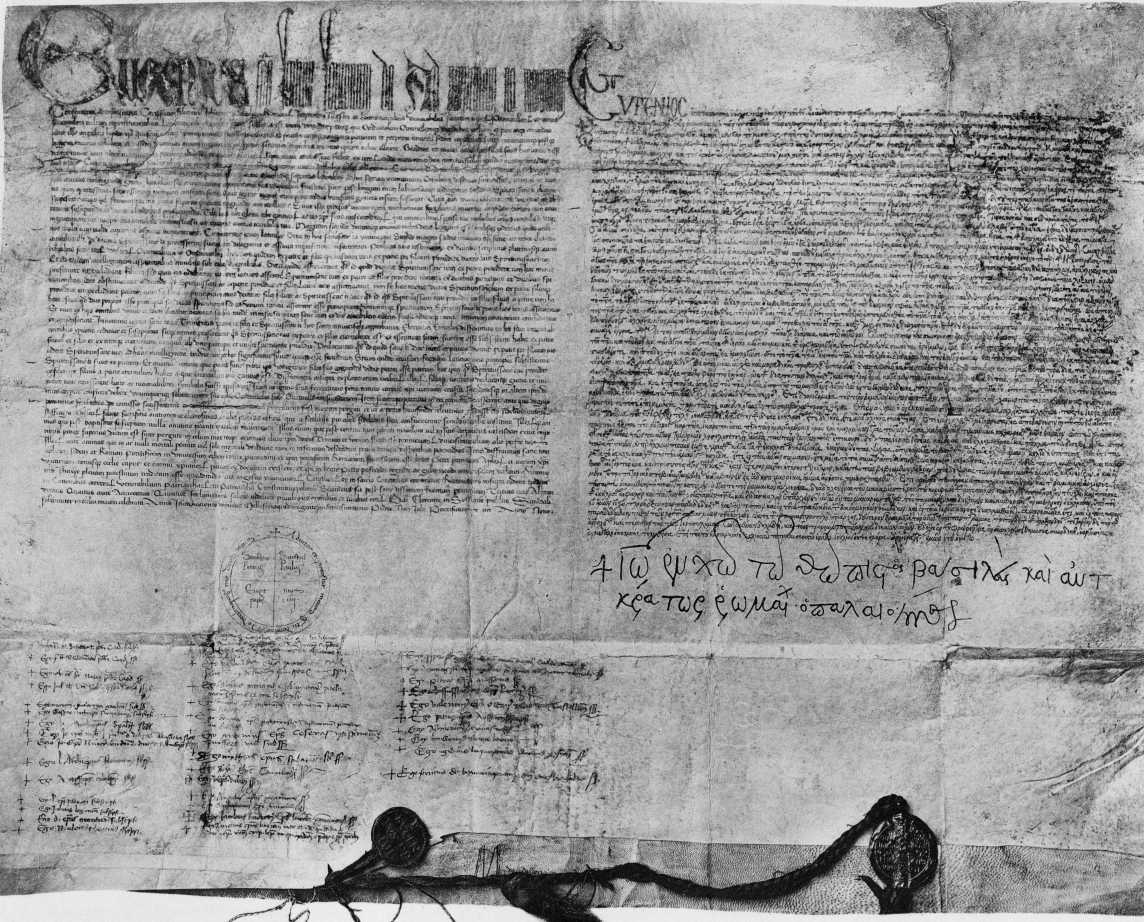
Die zweisprachige Unionsbulle von 1439 trägt Unterschrift und Goldbulle des byzantinischen Kaisers Johannes VIII. (1425–1448)

Ende Januar kehrte Pasqualigo nach Venedig zurück. Bereits am 3. Februar wurde er in eine neue Position als einer von fünf Savi oder Sapientes gewählt, wie man die Spezialisten für einen je spezifischen Themenkreis nannte. Dann reiste er an den Hof Papst Eugens IV. zum Konzil nach Florenz.

#### Senator (1439), Verhandlungen in der Lombardei, Podestà von Padua (1441–1442)
Am 20. September 1439 wurde er in den Senat gewählt, am 3. Mai 1440 wurde er zum Orator am Hof Francesco Sforzas gewählt, zu den Kommandanten der venezianischen Truppen in der Lombardei, zur Kontrolle der Condottieri, die im Kampf für Venedig engagiert waren. In dieser Funktion verhandelte er zwischen Juni und Oktober 1440 mit den Vertretern der Kommunen des Bresciano und des Bergamasco über ihre Unterstellung unter Venedig. In dieser Zeit entwickelte sich ein Verhältnis gegenseitiger Achtung zwischen dem Mailänder und dem Venezianer, das alle Auseinandersetzungen überdauerte.
Das Amt eines Podestà von Verona, in das er am 25. November 1440 gewählt wurde, lehnte er zugunsten desjenigen von Padua ab, für das er sich am 6. Dezember entschied. Mitte März 1441 trat er das Amt an, das er bis Mitte des nächsten Jahres führte.

#### Rat der Zehn (1442), Kleiner Rat, Gesandter in Bologna (1443–1444)

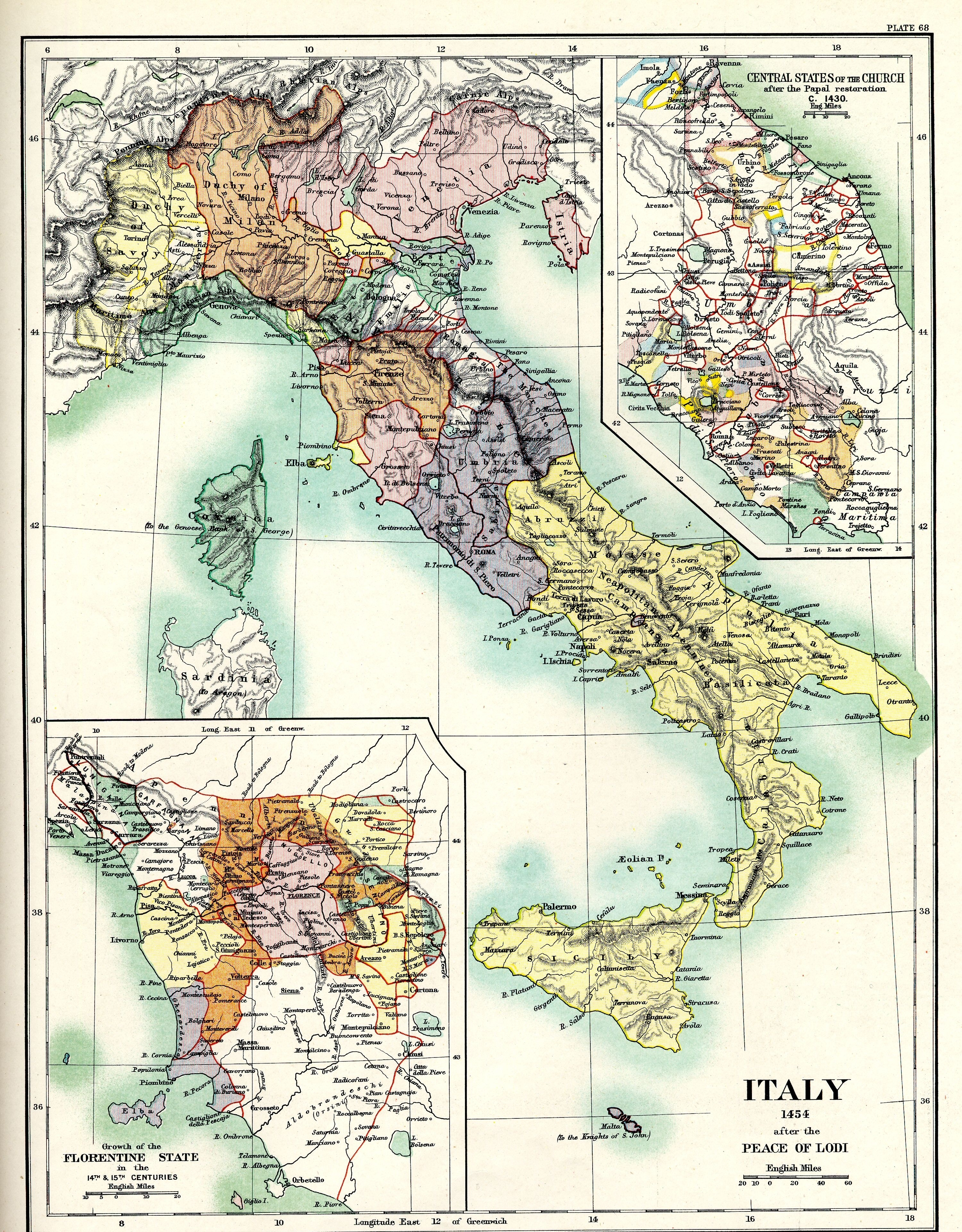
Italien nach dem Frieden von Lodi (1454)

Wiederum am 12. August 1442 wurde er in den Senat gewählt, am 9. September in den Rat der Zehn, am 30. September zum Savio di Terraferma auf vier Monate. Am 27. Januar 1443 wurde er in den Kleinen Rat, den Minor Consiglio, berufen, wo er bis Ende September einen Sitz hatte. Am 5. September wurde er zum Gesandten nach Bologna gewählt, wo er sich bis April 1444 aufhielt.

#### Savio del Consiglio(1444),Avvogador di Comun(1445), Gesandter in Rom (bis 1446)
Am 31. Dezember 1444 wurde er zum Savio del Consiglio gewählt. Um in Venedig bleiben zu können, lehnte Malipiero die Wahl zum Gesandten nach Mailand 1445 ab, dann auch die Wahl zum Gesandten nach Bologna. Er begründete die Ablehnung mit Gesundheitsproblemen. Schließlich lehnte er auch eine Gesandtschaftsreise nach Mailand ab, nahm jedoch am 12. Juni 1445 die Wahl zum Avvogadore di Comun an, einer Art Oberstem Ankläger des Staates. Die prestigeträchtige Gesandtschaft an den päpstlichen Hof vom 18. Dezember 1445 lehnte er allerdings nicht ab. Im Gegenzug räumte ihm der Senat drei Tage später ein, bei Rückkehr wieder sein Amt aufnehmen zu dürfen. Dies geschah allerdings erst im Mai 1446.

#### Statthalter im Friaul (1446), Prokurator von San Marco
Während er sich noch in Rom aufhielt, wurde Malipiero Statthalter im Friaul. Inzwischen genoss er so hohes Ansehen, dass er mehrfach ins Collegio, den engsten Machtzirkel berufen wurde, dann zum Instruktor für den Rat der Zehn. Dabei durfte er, in Venedig eine seltene Ausnahme, sogar Waffen zu seiner Verteidigung tragen.
Nach all diesen Verdiensten auf militärischer und diplomatischer Ebene wurde geradezu erwartet, dass Malipiero zum Prokurator von San Marco de ultra aufstieg, ein Amt, in das er am 11. November 1446 gewählt wurde.

#### Diplomatische Missionen in Mailand, Rom (1447), Ferrara, Lombardei
Ende des Jahres war er wiederum Gesandter bei Francesco Sforza. Der Senat setzte dabei auf den gegenseitigen Respekt der Männer. Man wollte verhindern, dass Sforza in den Dienst des Herzogs von Mailand treten würde, von Filippo Maria Visconti, vor dessen Stadttoren die venezianischen Truppen lagen. Doch auch nach zwei Monaten stellte sich kein Erfolg ein. Malipiero kehrte nach Venedig zurück.
Nachdem in Rom Eugen IV. am 23. Februar 1447 gestorben war, reiste er mit einer Delegation dorthin, um dem Nachfolger die üblichen Glückwünsche zu überbringen. Noch auf dem Rückweg wurde Malipiero in die Quaranta di zonta al Senato gewählt, doch bereits am 10. Juli sollte er nach Ferrara reisen, um dort mit den Emissären des Herzogs von Mailand zu verhandeln. So sollten die Eroberungen in Oberitalien konsolidiert, aber gleichzeitig die Konfrontation mit den Truppen unter Francesco Sforza vermieden werden, der auf die Mailänder Seite gewechselt war.
Kaum nach Venedig zurückgekehrt, sollte sich Malipiero wieder zum Capitanio generale Micheletto Attendolo begeben. Dann wurde er zum Savio del Consiglio für das nächste halbe Jahr gewählt, danach gleich wieder auf einen Posten in der Lombardei. Er wurde zu einer Art Verbindungsmann zwischen dem Senat und den dortigen Militärs im Dienste Venedigs. Nach der Niederlage von Caravaggio gegen die Mailänder unter Sforza am 15. September 1448, wurde Malipiero am 19. September erneut zum Provveditore dell’Esercito gewählt, zusammen mit seinem Amtskollegen Alvise Loredan. Die beiden waren also ausdrücklich nur für das Heer zuständig.
In einem diplomatischen Meisterstück überzeugte er Sforza, dass es trotz des sich abzeichnenden Verlustes von Brescia für den Mailänder besser wäre, sich auf den Gewinn des Herzogtums zu konzentrieren. Mailand sollte dabei die Herrschaft über das Gebiet zwischen Adda und Ticino behalten, Venedig die ostwärts bis zur Sesia anschließenden Gebiete erlangen.
Wieder wurde Malipiero am 30. Dezember 1448 zum Savio del Consiglio gewählt, am 26. Februar des Folgejahres in eine Zonta des Rates der Zehn. Doch schon am 21. April 1449 eilte er in der Funktion eines Oratoren zu Francesco Sforza, gemeinsam mit Giacomo Loredan und Orsotto Giustinian. Im Kern sollte er Sforza dazu bringen, seinen Krieg gegen die Mailänder zu beenden und sich mit diesen zu einigen. Doch ließ sich dieser nicht umstimmen. In seinen Diensten kämpften neben Bartolomeo Colleoni die besten Condottieri ihrer Zeit. Gemeinsam mit Orsotto Giustinian fiel Malipiero am 22. August die Aufgabe zu, Francesco Sforza mitzuteilen, man habe sich in Brescia für einen Frieden mit Mailand erklärt.

#### Ferrara, Lombardei (1450–1451, erneut 1453–1454), Kaiserkrönung Friedrichs III. und Neapel (1452)
Wie bereits mehrfach, so wurde Malipiero am 31. Dezember 1449 zum Savio del Consiglio gewählt, doch noch vor Verstreichen der üblichen halbjährigen Amtszeit wurde er am 17. März 1450 als Gesandter in Ferrara akkreditiert. Unter Vermittlung des Markgrafen Leonello d’Este, kam es zum Frieden von Belfiore mit Neapel, ein Abkommen, das am 19. Juli feierlich promulgiert wurde. Damit entstand eine neue Allianz gegen Sforza und die Florentiner. Für Malipiero ging es am 11. Juli als Provveditore dell’Esercito nach Crema, wo er auf Unterhändler Sforzas traf, die neue Vertragsvorschläge unterbreiteten. Als Malipiero den Aufbruch zu sehr hinauszögerte, drohte ihm der Senat mit einer drastischen Geldstrafe. Der Aufenthalt in der Lombardei zog sich bis Ende 1451 hin.
Der nach Venedig Zurückgekehrte wurde am 22. Juli 1451 abermals Savio del Consiglio, diesmal in einer neu eingerichteten Zonta aus drei Männern im Collegio. Nun konnte er im Senat jederzeit Beschlussvorlagen einbringen, sofern ihm dies die ständigen Abwesenheiten ermöglichten. Wieder am 20. Oktober wurde Malipiero in eine solche Zonta straordinaria gewählt, diesmal beim Rat der Zehn.

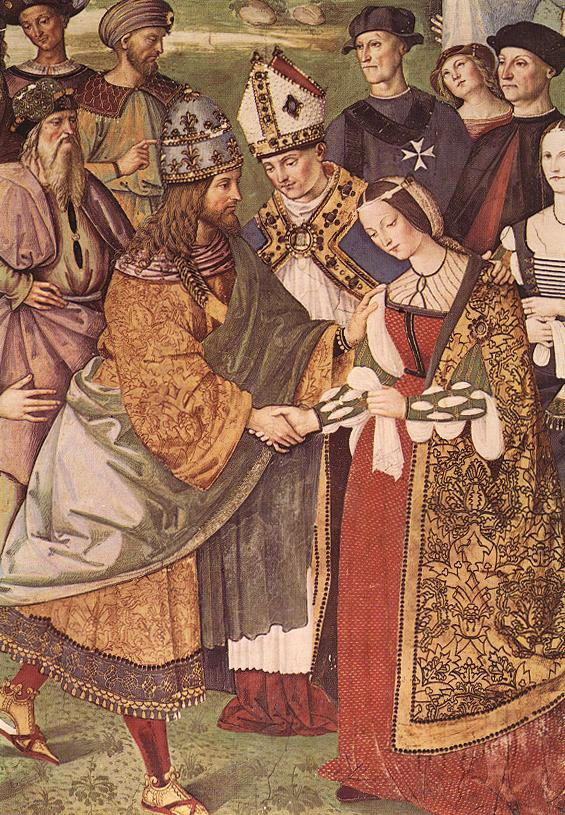
Enea Silvio Piccolomini, der spätere Papst Pius II., stellt Friedrich III. dessen Braut Eleonora von Portugal vor, Ausschnitt aus einem Fresko von Pinturicchio (1454–1513), Dombibliothek zu Siena

Am 10. November 1451 wurde er einer Delegation zugewiesen, die Friedrich III. empfangen sollte, um ihn dann, wieder gemeinsam mit Orsotto Giustinian, nach Rom zur Kaiserkrönung zu begleiten. Nachdem diese am 19. März 1452 erfolgt war, begleiteten ihn die beiden Venezianer nach Neapel, wo ihn seine Frau Eleonora erwartete, die Tochter des Königs von Portugal. Auch sie war in Rom zur Kaiserin gekrönt worden.
Am 3. Juli 1452 und am 9. August wurde er abermals in Zonte gewählt, einmal beim Collegio, dann wieder beim Rat der Zehn. Danach verhandelte er mit dem Stellvertreter König Alfons’ von Aragon über Einzelheiten der kurz zuvor abgeschlossenen Allianz mit Neapel. Ebenso wurde sein diplomatisches Geschick gefordert, als er am 4. Oktober wieder als Orator vorgesehen war, um in die Lombardei zu reisen, wo es zu Auseinandersetzungen gekommen war. Von diesen fürchtete man in Venedig, dass Francesco Sforza sie zur Einmischung nutzen könnte.

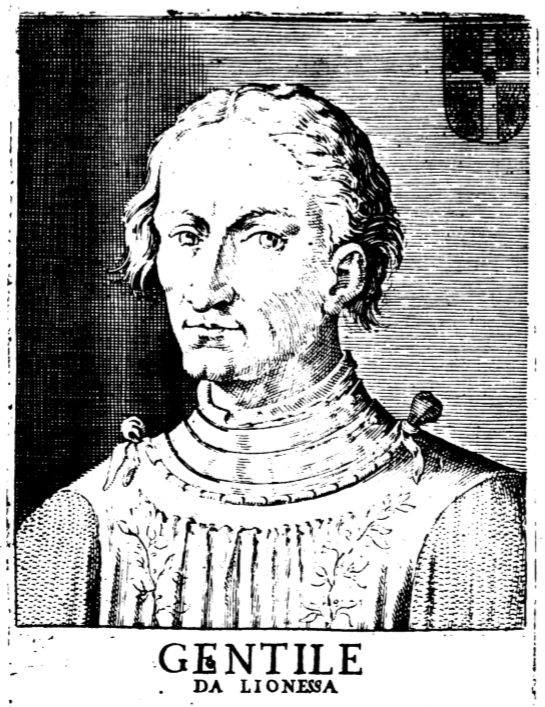
Bildnis des Condottiere „Gentile da Lionessa“ von vor 1646

Am 3. April 1453, während er wieder einmal Savio del Consiglio für die erste Jahreshälfte war, wurde Malipiero erneut zum Provveditore dell'Esercito erhoben und ins venezianische Feld abkommandiert. Dort standen die Truppen vor der Auflösung, nachdem der Heerführer Gentile da Leonessa (1408–1453), der die venezianischen Truppen seit 1451 führte, am 19. April 1453 bei Manerbio ums Leben gekommen war. Es gelang Malipiero, Iacopo Piccinino dazu zu bewegen, wieder in die venezianische Armee einzutreten und das Kommando im Rang eines governatore zu übernehmen. Gegen ein Jahressalär von 20.000 Dukaten erhielt er eine persönliche Kompanie von 5.000 Mann. Erst im Januar 1454 kehrte Malipiero nach Venedig zurück.
Am 6. September wurde er in eine Kommission aus fünf Savi berufen, um Ordnung in das Finanzgebaren der staatlichen Kassen zu bringen, die noch immer durch die Kriege in der Lombardei in Mitleidenschaft gezogen waren. Ab dem 31. Oktober 1454 gehörte er der Zonta des Rates der Zehn an, ab dem 31. Dezember wurde er zum Savio del Consiglio für die erste Jahreshälfte 1455 erhoben.

#### Rolle beim Sturz des Dogen Francesco Foscari
Abermals wurde er im Juli 1455 in die Zonta des Rates der Zehn gewählt, die die Vorgänge um den Sohn des Dogen Francesco Foscari bewerten sollte. Dieser war angeklagt worden, Geld vom Herzog von Mailand angenommen zu haben. Unter Korruptionsverdacht geraten, war Jacopo – vielleicht mit Hilfe seines Vaters – im Februar 1445 nach Triest auf Reichsgebiet geflohen. Eigentlich sollte er nach Nauplia auf der Peloponnes verbannt werden, doch gelang es ihm, das Gebiet von Treviso als Verbannungsort zu erreichen, wo Besitz der Foscari nicht weit entfernt war, nämlich in Zelarino. Sein Vater stellte einen Antrag auf Begnadigung, dem mit Rücksicht auf das Dogenamt am 13. September 1447 entsprochen wurde.
Die Intrigen der Gegner des Dogen führten 1451 dazu, dass Jacopo mittels dubioser Zeugenaussagen, nach denen Jacopo den Mord an einem seiner früheren Richter angestiftet habe, am 2. Januar 1451 inhaftiert und gefoltert wurde, dann nach Kreta verbannt. Ein drittes Verfahren gegen ihn brachte ihm dort im Juni 1456 sogar Kerkerhaft ein, während der er im Januar 1457 starb. Unter den Initiatoren war, wie schon zuvor, ein Loredan. Marin Sanudo glaubte nicht, dass Jacopo hinter dem Mord an jenem Richter gesteckt habe, doch der Hass zwischen den Hauptexponenten der Foscari und der Loredan bot Raum für jede Verdächtigung, so dass sich die Schuldfrage nie klären ließ. Francesco Foscari forderte seinen Sohn auf, sich entsprechend dem Gesetz in die Verbannung zu begeben.
Malipiero füllte 1455 und 1456 abwechselnd den Posten eines Savio del Consiglio und eines Angehörigen der Zonta beim Rat der Zehn aus. In dieser Funktion befasste er sich erneut mit dem Fall des Dogensohns, der versucht hatte, aus der Verbannung auf Kreta nach Venedig zurückzukehren. Im Oktober 1457 plädierte Malipiero als Angehöriger des Rates der Zehn für die Absetzung des Dogen. Als Motiv wurde vielfach seine Abneigung gegen die Expansion Venedigs nach Oberitalien angegeben, jedoch widersprachen dieser Deutung Roberto Cessi und Michael Mallett. Mallett sah in Malipiero im Gegenteil – gemeinsam mit Francesco Barbaro, Jacopo Antonio Marcello, Andrea Morosini, Andrea Donà – die Exponenten einer ganzen Generation von Patriziern, die diese Expansion vertraten., ja, sie habe mit der Wahl Malipieros sogar ihren Höhepunkt gesehen.

#### Schuldenkommission, Wahl zum Dogen
Gemeinsam mit Michele Venier und Paolo Tron – alle drei wurden als nobiles reputationis bezeichnet – war Malipiero zuvor, am 10. Dezember 1456, in eine Kommission berufen worden, die sich mit den Schuldnern gegenüber der Kommune befassen sollte. Die überlastete Staatskasse geriet durch deren Bankrott in eine schwere Schieflage. Doch gelang es den dreien nicht, den zeitlichen Rahmen von sechs Monaten einzuhalten, so dass die Sonderkommission um weitere sechs Monate verlängert werden musste.
Nach der Absetzung des Dogen am 22. Oktober 1457 – er starb bereits am 1. November – befand sich Malipiero bereits fünf Tage später unter den 41 Elektoren bei der nun notwendigen Wahl eines neuen Dogen. Am Ende einer umkämpften Wahl erhielt Malipiero 25 der 41 Stimmen und wurde damit zum Dogen gewählt.

### Das Dogenamt

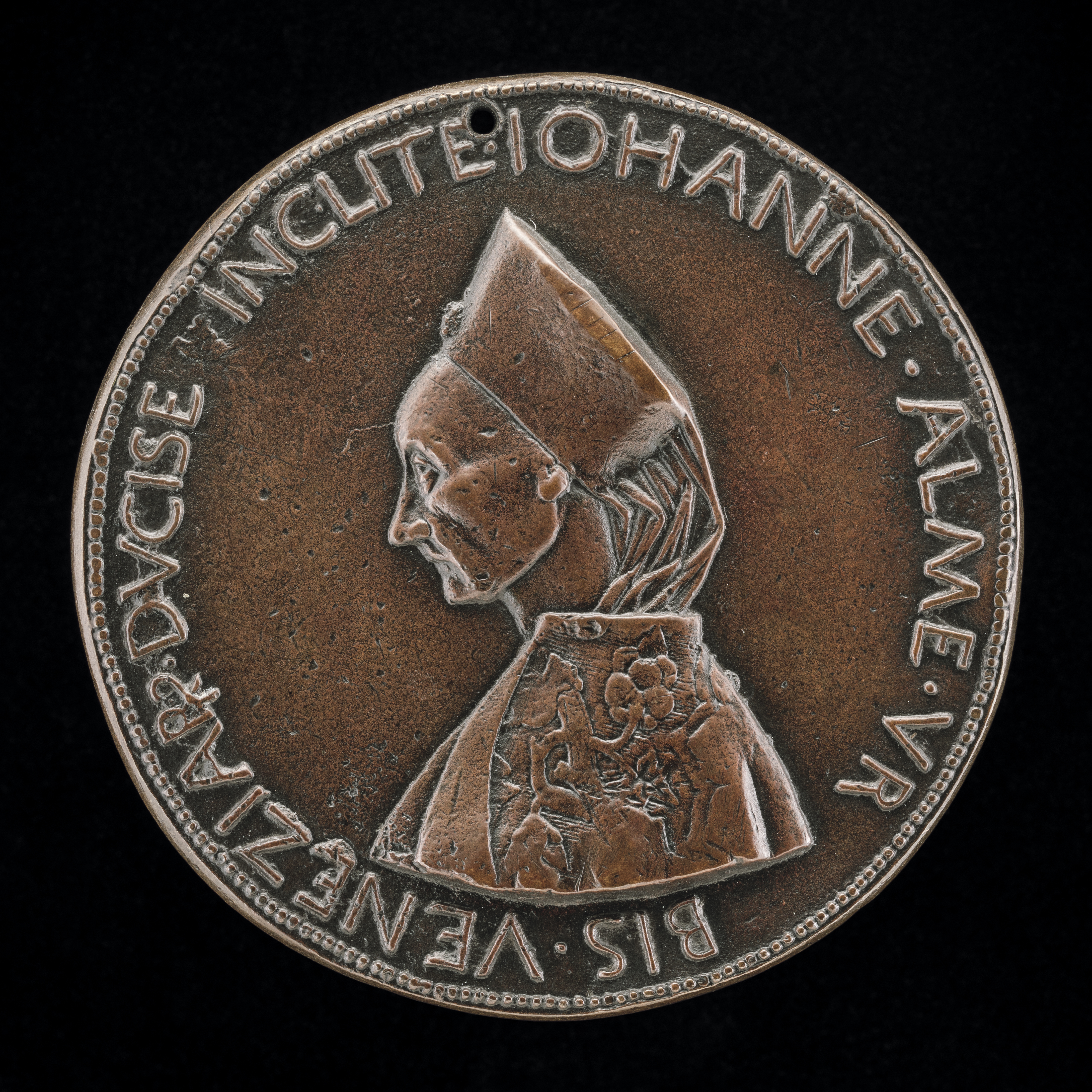
Das erste Porträt einer Dogaressa, dasjenige der Giovanna Dandolo, wurde von Pietro da Fano (fl. 1452–1464) geschaffen. Die Rückseite der Medaille aus Bronze mit dem Porträt der über 60 Jahre alten Dogaressa hat einen Durchmesser von 9,28 cm und ein Gewicht von 262,6 g. Die Medaille befindet sich in der Washingtoner National Gallery of Art (Washington) in der Sammlung Samuel H. Kress.

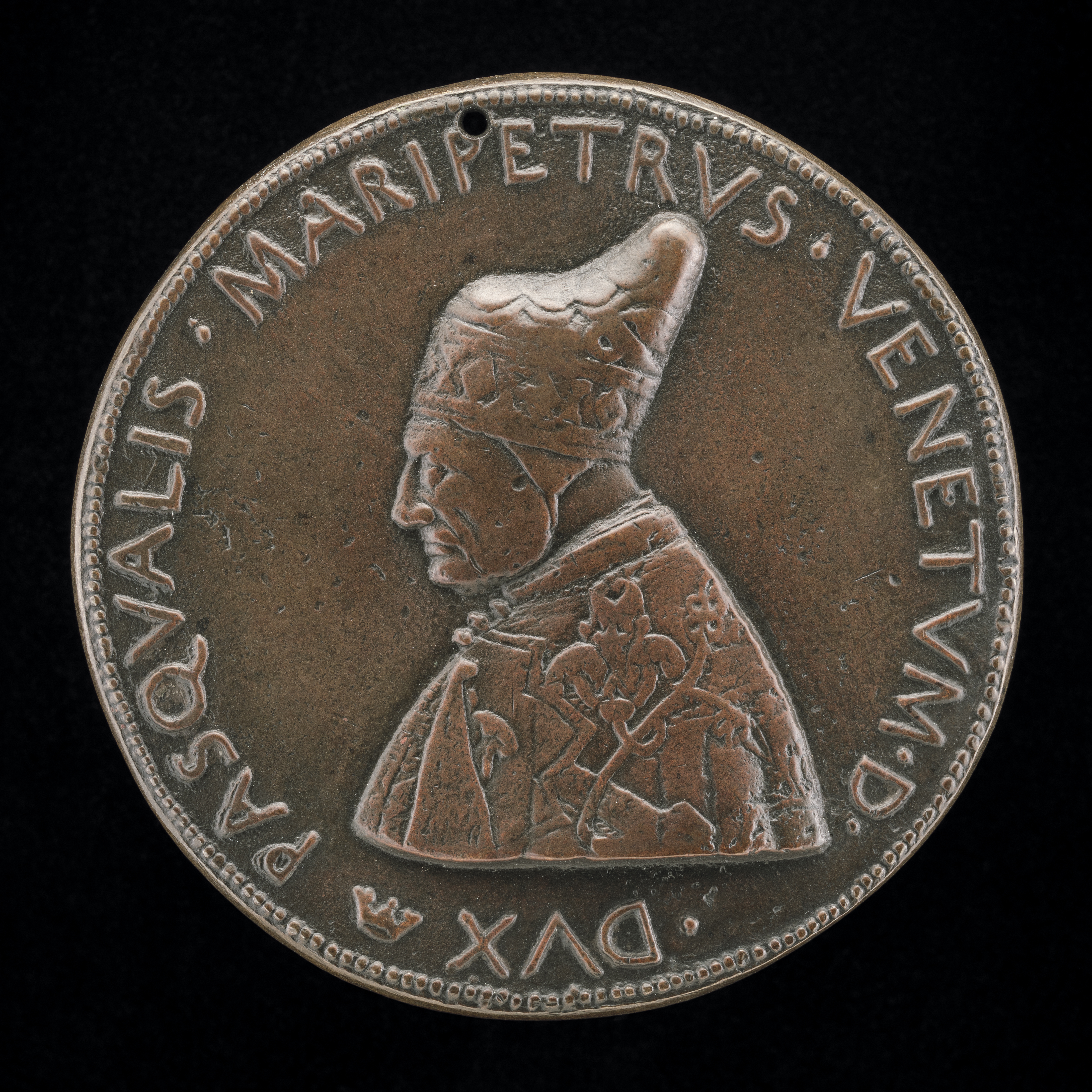
Die Vorderseite trägt das Porträt ihres Ehemannes Pasquale Malipiero.

Pasquale Malipiero hatte nur fünf Jahre im Dogenamt. Die Aussagen der Chronisten und Historiker über ihn könnten kaum in schärferem Gegensatz zueinander stehen. In seinen Vite dei Dogi glaubte Marin Sanudo: Fo felixe Doxe, justo, grave e di bello aspetto e bella maniera, di statura più che mezana, di facultà mediocre; erra homo molto carnale e lassivo, et nel suo tempo poche cosse degne di memoria seguite se non le feste publiche che forno fatte sopra la piaxa di San Marcho per la sua creacion, che forno assai et belle (Bd. II, S. 7). Nach Sanudo war er ein glückhafter, gerechter, würdiger und wohl anzusehender Mann mit guten Umgangsformen, einer wenig überdurchschnittlichen Statur, doch ansonsten mittelmäßig, weltlichem Genuss zugewandt. Außer den öffentlichen Festen anlässlich seiner Wahl gebe es nichts Bemerkenswertes zu berichten.
Domenico Malipiero urteilte ebenfalls, es habe in seiner Zeit nichts Erinnerungswürdiges gegeben. Andrea Da Mosto behauptete gar, er sei ein „uomo mediocre in confronto“ (zu Francesco Foscari) gewesen, und ein Exponent seiner Gegenpartei. Er wirft ihm vor, als wäre dies seine Schuld gewesen, dass er keinerlei Leistungen auf dem Schlachtfeld aufzuweisen hätte. Dem widersprachen bereits Cessi und Mallett, besonders aber Ennio Concina, Wie so oft in der venezianischen Historiographie früherer Zeiten wurden die eher kollektiven Mechanismen des venezianischen Staatswesens zugunsten einer Heldenverehrung, besonders auf dem Schlachtfeld, unterschätzt.
Dem neuen Dogen fielen letztlich die Früchte der jahrzehntelangen Kämpfe zu, an denen er vielfach an vorderster Stelle partizipiert hatte, sei es als Diplomat oder Militär, ebenso wie in einer Vielzahl von Aufgaben, die ihm innerhalb Venedigs aufgetragen wurden.
Während seiner Regierungszeit wurde mit dem Bau des Portals zum Arsenal begonnen, dem Ort, an dem die Seemacht ihre Ressourcen entfaltete.

## Tod, Grabmal

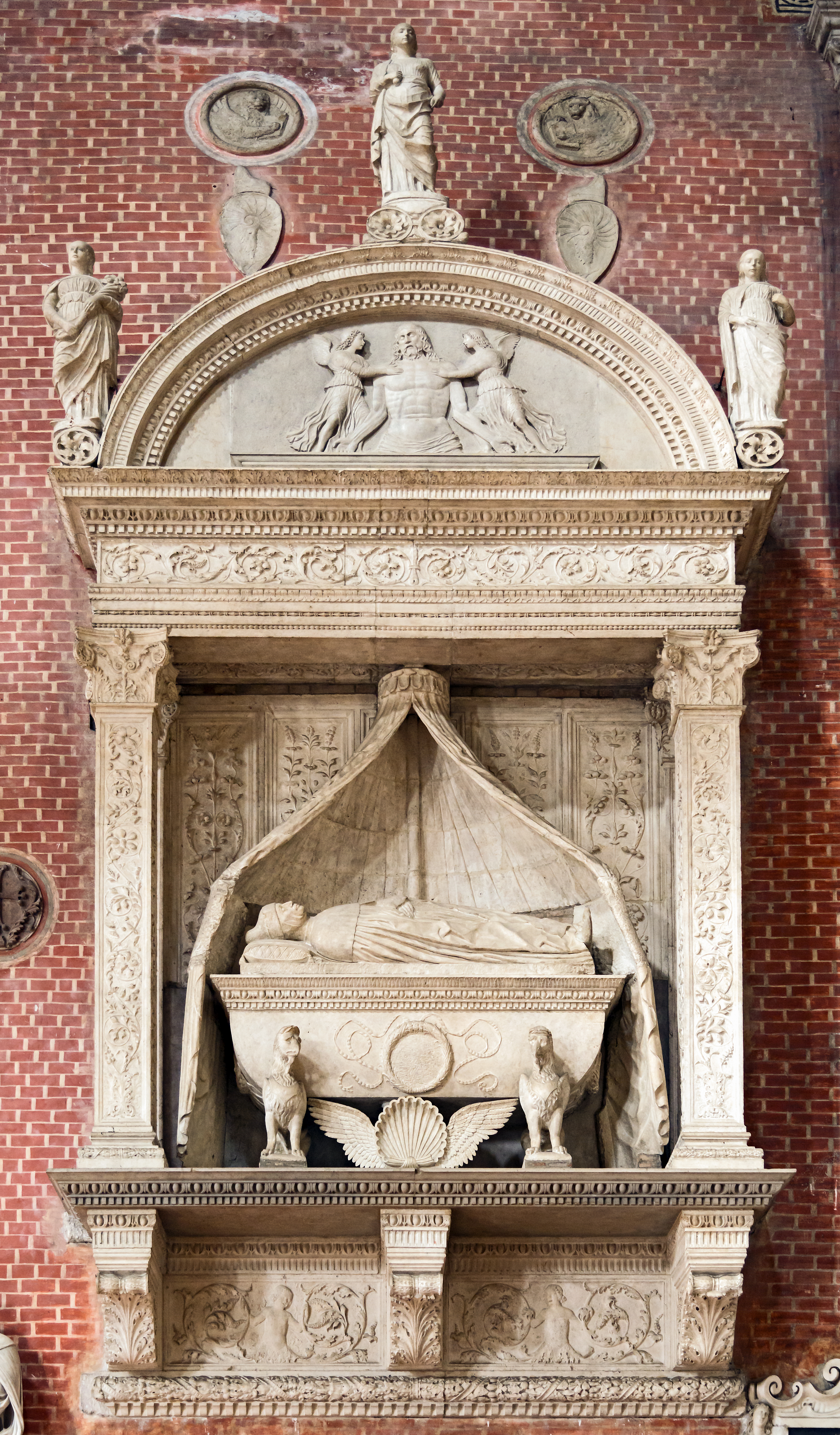
Grabmal in der Kirche San Zanipolo

Der Doge starb am 5. Mai 1462 und wurde in San Zanipolo im Familiengrab beigesetzt. Es hat die Form eines Tabernakels, das von einer Lünette  mit einer Pietà abgeschlossen wird. Der Sarkophag selbst mit der Liegefigur des Dogen befindet sich unter einem für venezianische Gräber häufigen Stoffbaldachin. Die Skulpturen der allegorischen Skulpturen von Frieden, Überfluss und Gerechtigkeit (giustizia, abbondanza und pace) stammen wahrscheinlich von Pietro Lombardo.